# Metriogryllacris fida
Metriogryllacris fida är en insektsart som beskrevs av Andrej Vasiljevitj Gorochov 2002. Metriogryllacris fida ingår i släktet Metriogryllacris och familjen Gryllacrididae. Inga underarter finns listade i Catalogue of Life.